# Dirgatamas
Dīrgatamas (em sânscrito: दीर्घतमस्) foi um antigo sábio indiano conhecido por seus versos filosóficos no Rigueveda. Ele foi autor dos suktas (hinos) 140 a 164 na primeira mandala (seção) do Rigueveda. Havia outro Dirgatamas chamado Dirgatama Manteia.